# Parque Rodrigo de Gásperi
O Parque Rodrigo de Gásperi, anteriormente chamado de Parque da Lagoa ou Parque de Zatt, é um parque localizado no distrito de Pirituba, na zona norte da cidade de São Paulo.
Recebeu este nome devido à morte de um adolescente de apenas 13 anos, de mesmo nome, em um confronto entre torcidas organizadas em um clássico jogo de futebol entre São Paulo e Corinthians no ano de 1992. O adolescente foi atingido por uma bomba caseira atirada na torcida onde estava e não resistiu.
O Parque Rodrigo de Gásperi recebeu esse nome como um alerta ao poder público para a crescente onda de violência no futebol brasileiro.
Antes da formação do parque, era conhecido como Parque da Lagoa, onde as pessoas pescavam e nadavam. A lagoa foi aterrada e o córrego foi parcialmente canalizado, devido ao grande número de afogamentos e ao avançado assoreamento.
A pedido da comunidade foram construídas quadras poliesportivas, campo de futebol, quadra de bocha, malha, mesas com tabuleiros de xadrez e damas e mesas de pingue-pongue.
Atualmente o Parque Rodrigo de Gásperi também conta com bancos, bebedouros, sanitários e vestiários. 
Visando atrair pássaros foram instalados ninhos artificiais, comedouros e árvores frutíferas.
Em 15 de setembro de 2022, o parque foi fechado para reformas. Inicialmente, a previsão de reabertura era para dezembro do mesmo ano, mas em setembro de 2023, as reformas ainda não haviam sido concluídas.